# Hélène Duc
Marcelle Geneviève Hélène Duc, född 22 mars 1917 i Bergerac, Nouvelle-Aquitaine, död 23 november 2014 i Paris, var en fransk skådespelerska.

## Roller i urval
- 1951 – Edvard och Caroline
- 1955 – Kärleksmanöver
- 1959 – Frukost i det gröna
- 1964 – La chasse à l'homme
- 1968 – En gangster i Paris
- 1973 – Je sais rien, mais je dirai tout
- 1977 – Sommarlovliga
- 1986 – Miss Mona